# Magliano in Toscana
Magliano in Toscana è un comune italiano di 3 250 abitanti della provincia di Grosseto in Toscana. È ricco di insediamenti di epoca etrusca e comprende le località di Pereta e Montiano, di origini medievali. Il centro storico è circondato da una cinta muraria edificata tra tardo Medioevo e Rinascimento.

## Geografia fisica

### Territorio

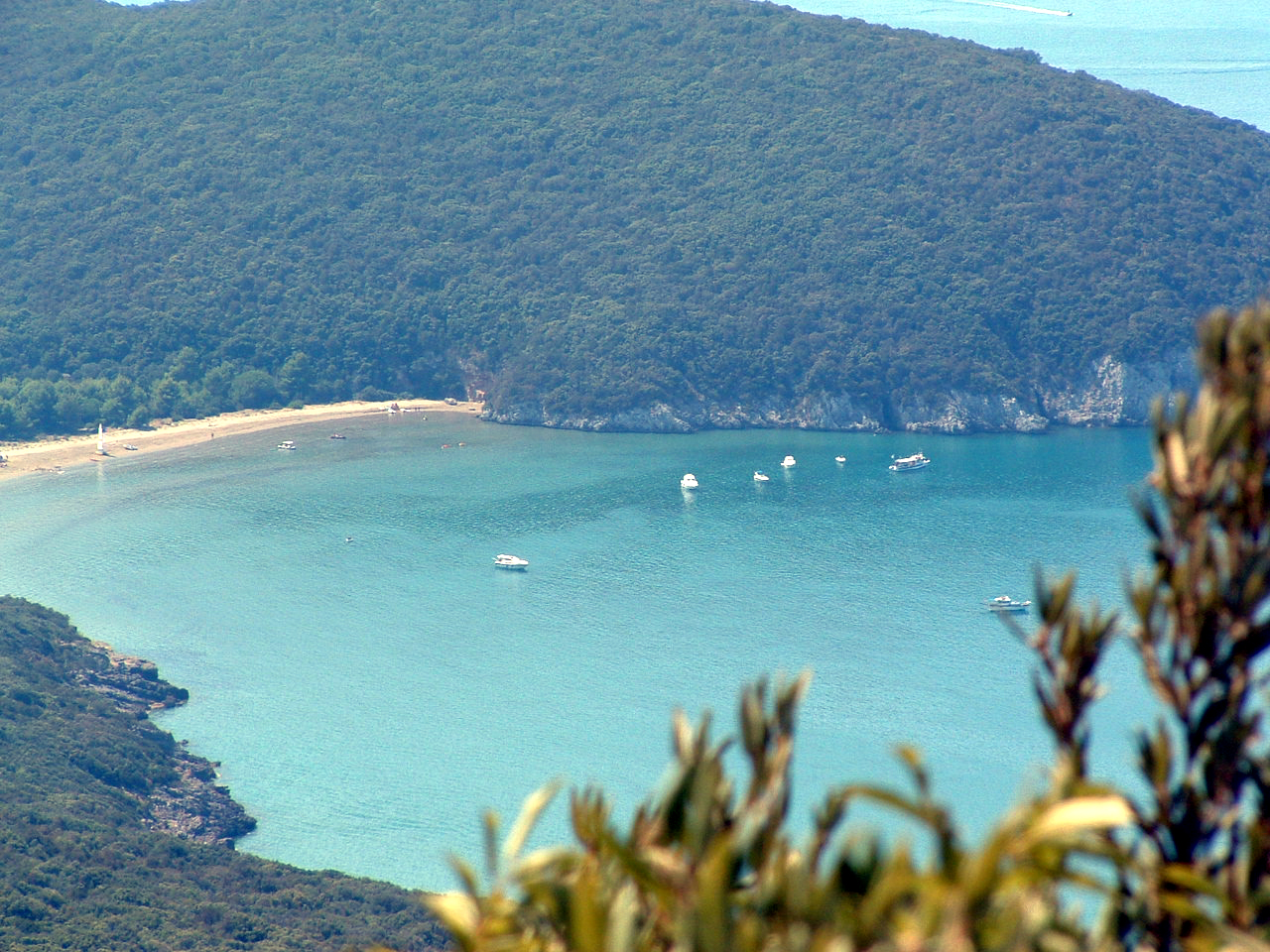
Cala di Forno

Situato nella Maremma Grossetana, il comune si estende su una superficie totale appena superiore ai 250 km², che interessa la parte centrale della Maremma grossetana e l'area nord-occidentale delle colline dell'Albegna e del Fiora. Confina a nord-ovest con il comune di Grosseto, a nord-est con il comune di Scansano, a sud-est con il comune di Manciano, a sud con il comune di Orbetello, mentre a ovest è bagnato per un breve tratto dal Mar Tirreno nella parte centrale del litorale dei Monti dell'Uccellina che include anche Cala di Forno.
Morfologicamente, il territorio comunale presenta un breve tratto costiero prevalentemente alto e roccioso, fatta eccezione per la sabbiosa Cala di Forno, presso il quale si elevano alcuni modesti promontori che costituiscono una limitata area collinare sublitoranea. L'entroterra è costituito da un tratto pianeggiante della Maremma, chiuso a ovest dai Monti dell'Uccellina e a est dalle prime propaggini delle colline dell'Albegna e del Fiora. La parte più interna del territorio comunale alterna modesti rilievi collinari, che difficilmente superano i 300-350 metri s.l.m., e alcune valli che si insinuano tra le colline seguendo il corso di torrenti tributari di destra dell'Albegna.

### Clima
Il clima che caratterizza il territorio comunale di Magliano in Toscana presenta le peculiari caratteristiche del clima mediterraneo, più accentuate lungo il tratto costiero e nelle vicine aree pianeggianti, mentre nelle valli e sulle colline interne tendono ad aumentare, seppur in modo molto moderato, alcuni tratti di continentalità, maggiormente ravvisabili nell'escursione termica giornaliera.
In base ai dati medi disponibili per il trentennio 1951-1980 per le stazioni meteorologiche situate all'interno del territorio comunale e di seguito riportati nella tabella,  la temperatura media annua varia dai +14,4 °C di Montiano (261 metri s.l.m.) ai +15,8 °C di Collecchio (11 metri s.l.m.), mentre le precipitazioni medie annue risultano scarse, sia nella pianura sublitoranea che nell'area collinare, variando dai circa 600 mm di Magliano in Toscana ai 692 mm di Poggio Perotto.
I 1699 gradi giorno calcolati per il centro di Magliano in Toscana, includono l'intero territorio comunale nella zona D, che consente l'accensione dei termosifoni nel periodo 1º novembre-15 aprile per un massimo di 12 ore giornaliere.
| Località       | altitudine       | temperatura media annua | precipitazioni medie annue | media di riferimento |
| -------------- | ---------------- | ----------------------- | -------------------------- | -------------------- |
| Poggio Cavallo | 15 metri s.l.m.  | 15,0 °C                 | 667 mm                     | 1951-1980            |
| Montiano       | 261 metri s.l.m. | 14,4 °C                 | 650 mm                     | 1951-1980            |
| Collecchio     | 11 metri s.l.m.  | 15,8 °C                 | 656 mm                     | 1951-1980            |
| Poggio Perotto | 82 metri s.l.m.  | 15,4 °C                 | 692 mm                     | 1951-1980            |

Questi, invece, i dati della stazione meteo di Magliano in Toscana (179 metri s.l.m.), appartenente al Servizio Idrologico Regionale, riferiti alla media 1993-2016, anno della sua dismissione:
| Magliano           | Gen  | Feb  | Mar  | Apr  | Mag  | Giu  | Lug  | Ago  | Set  | Ott  | Nov  | Dic  |
| ------------------ | ---- | ---- | ---- | ---- | ---- | ---- | ---- | ---- | ---- | ---- | ---- | ---- |
| T. max. media (°C) | 12,9 | 14,0 | 16,9 | 20,7 | 24,9 | 28,8 | 32,5 | 33,1 | 29,0 | 23,2 | 17,3 | 13,8 |
| T. min. media (°C) | 4,1  | 4,8  | 7,0  | 10,2 | 13,5 | 16,3 | 18,8 | 18,8 | 15,6 | 12,0 | 8,7  | 4,9  |

- Diffusività atmosferica: bassa, Ibimet CNR 2002

## Storia
Il territorio attorno al centro di Magliano in Toscana ha riportato alla luce numerose aree archeologiche di epoca etrusca, tra le quali spiccano le necropoli di Heba; durante la dominazione romana, furono utilizzati i preesistenti insediamenti abitativi di origine etrusca. Al V-IV secolo a.C. risale il Disco di Magliano, reperto archeologico rinvenuto presso la località nel tardo Ottocento e attualmente conservato al Museo archeologico di Firenze, che è risultato fondamentale per la codifica dell'antica lingua etrusca.
Il Medioevo vide la salita al potere degli Aldobrandeschi, che iniziarono a controllare numerosi centri della provincia di Grosseto, tra cui Magliano in Toscana che, al momento della spartizione dei territori avvenuta nel 1274, entrò a far parte della Contea di Santa Fiora. Fino al Trecento, il borgo rimase un dominio aldobrandesco, venne fortificato con la costruzione della primitiva cinta muraria.
Terminata la dominazione aldobrandesca, il centro passò nelle mani dei Senesi nel corso del Trecento, venendo così inglobato nel territorio della Repubblica di Siena. In epoca rinascimentale, i Senesi effettuarono lavori di ristrutturazione ed ampliamento alle caratteristiche mura di Magliano in Toscana, che hanno conferito alla cerchia muraria gran parte dell'aspetto attuale.
Il dominio senese ebbe termine a metà Cinquecento, quando il centro entrò a far parte del Granducato di Toscana, all'epoca controllato dai Medici, e da allora ne seguì le sorti.
Durante la seconda guerra mondiale, nelle aree rurali nord-occidentali del territorio comunale si perpetrò, in data 22 marzo 1944, l'eccidio di Maiano Lavacchio.

### Simboli
Lo stemma storico è stato riconosciuto con DPCM del 30 giugno 1958.
È un'arma parlante.
Il gonfalone, concesso con DPR del 17 dicembre 1958, è un drappo di giallo.

## Monumenti e luoghi d'interesse

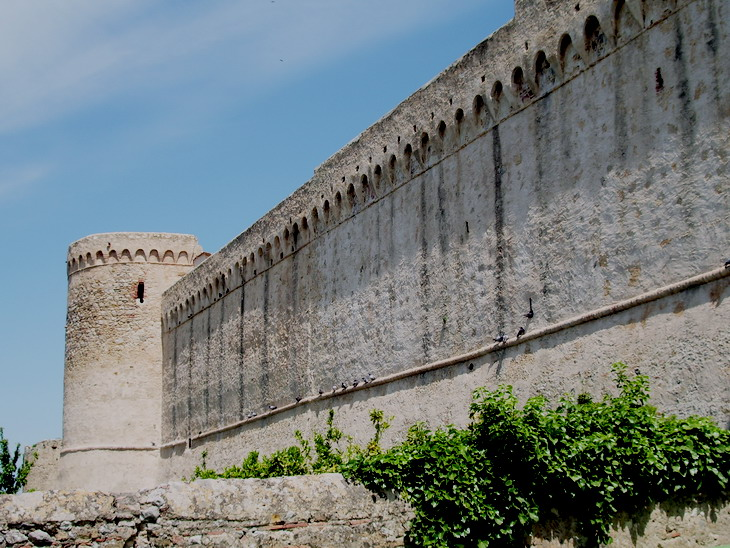
Tratto delle mura

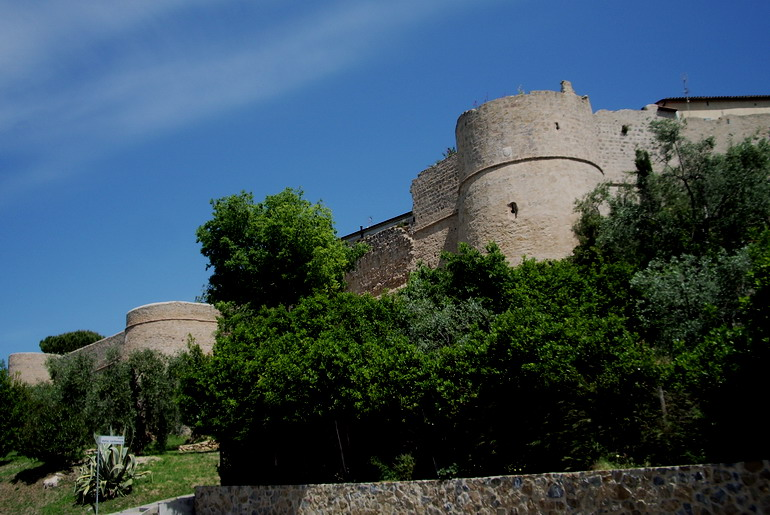
Giro delle mura

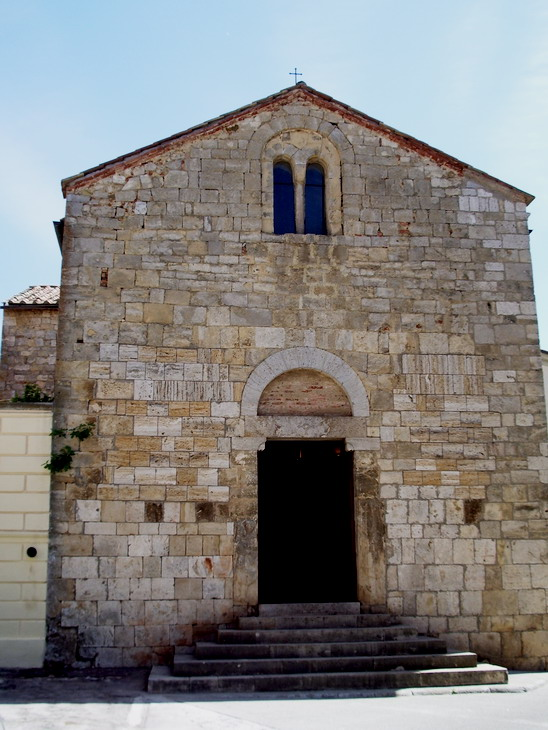
Pieve di San Martino

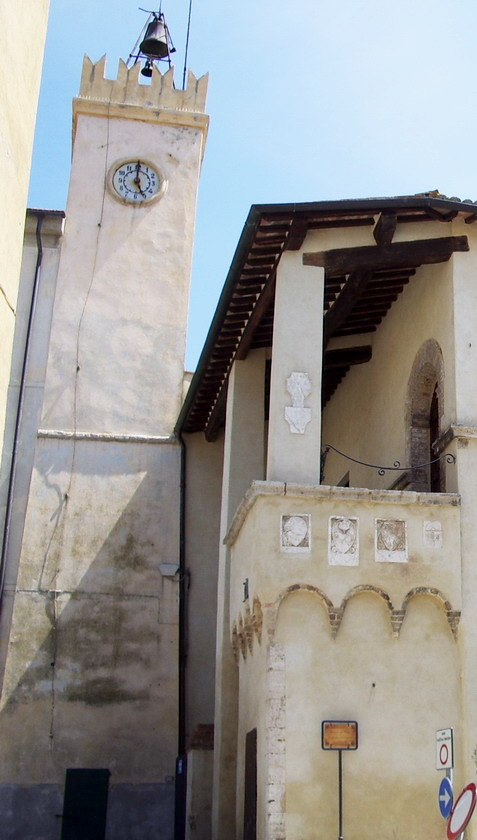
Torre dell'Orologio

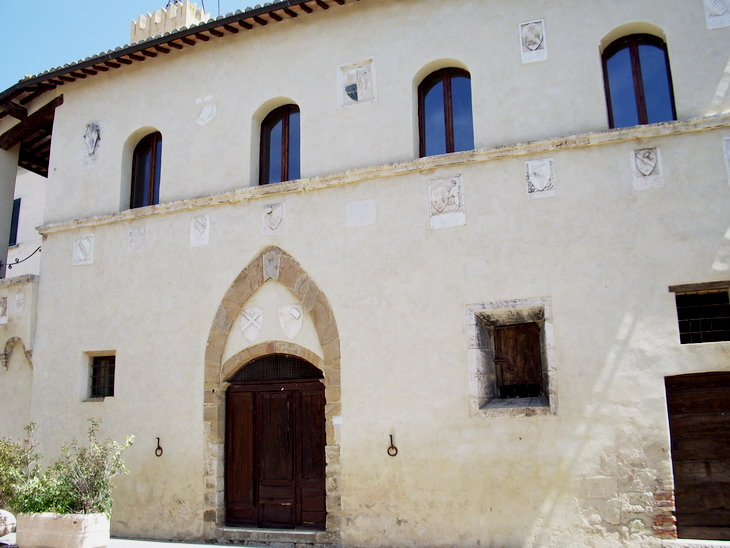
Palazzo del Podestà

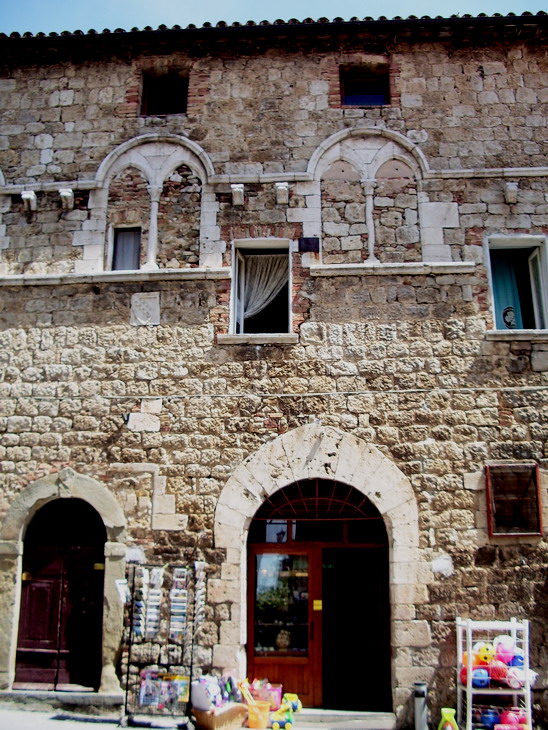
Particolare del Palazzo di Checco il Bello

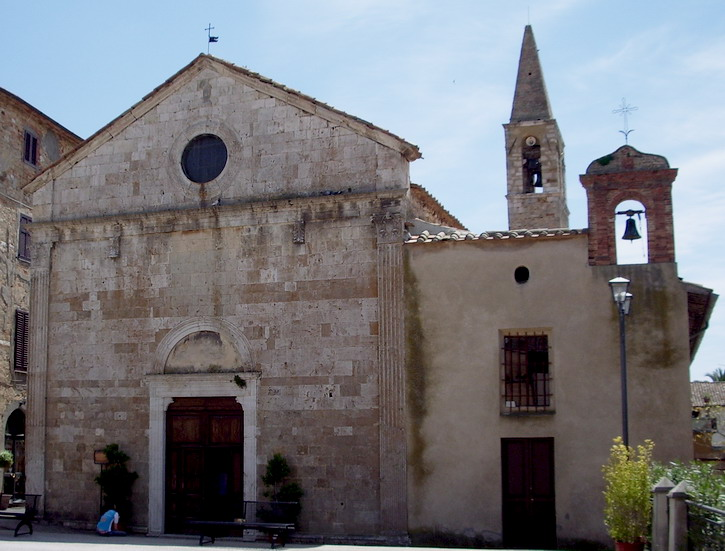
Chiesa di San Giovanni Battista

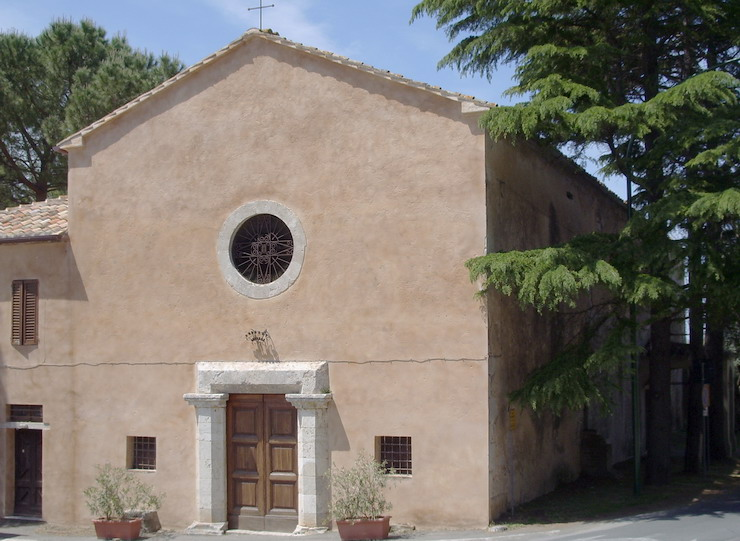
Chiesa della Santissima Annunziata

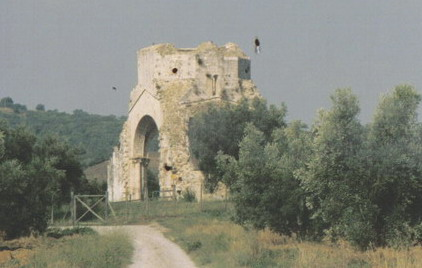
Monastero di San Bruzio

### Architetture religiose

#### Chiese parrocchiali
- Chiesa di San Giovanni Battista
- Chiesa di San Giovanni Battista a Montiano
- Chiesa di San Giovanni Battista a Pereta
- Chiesa di Santa Croce, nella località rurale di Cupi

#### Chiese minori
- Pieve di San Martino
- Chiesa della Santissima Annunziata
- Pieve di Sant'Andrea, antica pieve trasformata presso la Fattoria di Collecchio
- Chiesa di San Giuseppe a Montiano
- Chiesa dei Santi Stefano e Ilario, chiesa scomparsa di Montiano
- Pieve di Santa Maria Assunta a Pereta
- La Pieve, antica pieve sconsacrata nei pressi di Pereta

#### Abbazie, conventi, santuari
- Convento di Santa Maria in Borraccia, trasformato
- Monastero di San Bruzio

#### Cappelle
- Cappella di Santa Caterina, in località Scalabrelli nei pressi di Montiano.
- Cappella di Santa Maria del Campo, nella località rurale del Poderone[13].
- Cappella di Santa Maria a Colle Lupo, cappella gentilizia della Fattoria di Colle Lupo.
- Cappella dell'Addolorata, nella località rurale di Maiano Lavacchio.
- Cappella di San Giuseppe a Pereta.

### Architetture civili

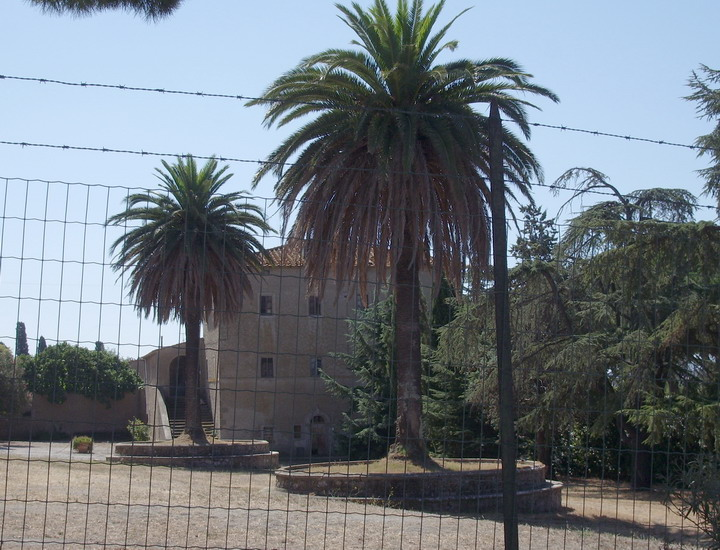
La Tenuta di Collecchio

- Palazzo del Podestà, edificato durante il XV secolo.
- Palazzo di Checco il Bello, in stile gotico tardomedievale.
- Tenuta di Collecchio, storica fattoria padronale ubicata nell'area pianeggiante a ridosso dei monti dell'Uccellina.

### Architetture militari

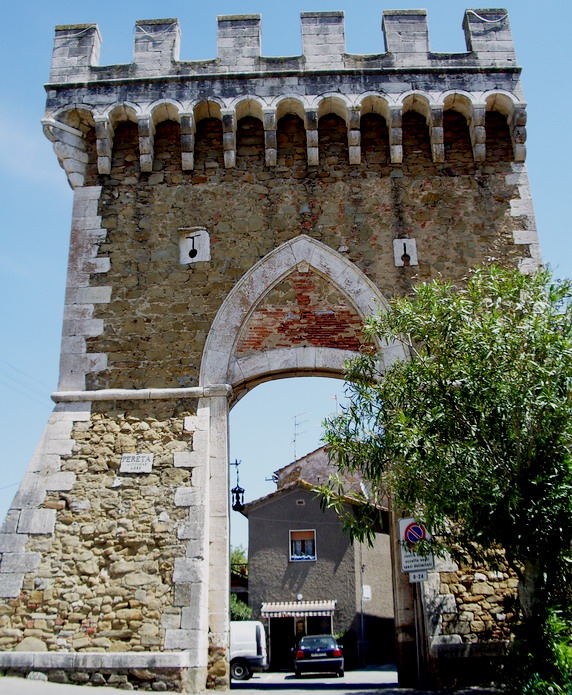
La porta lungo le Mura di Pereta

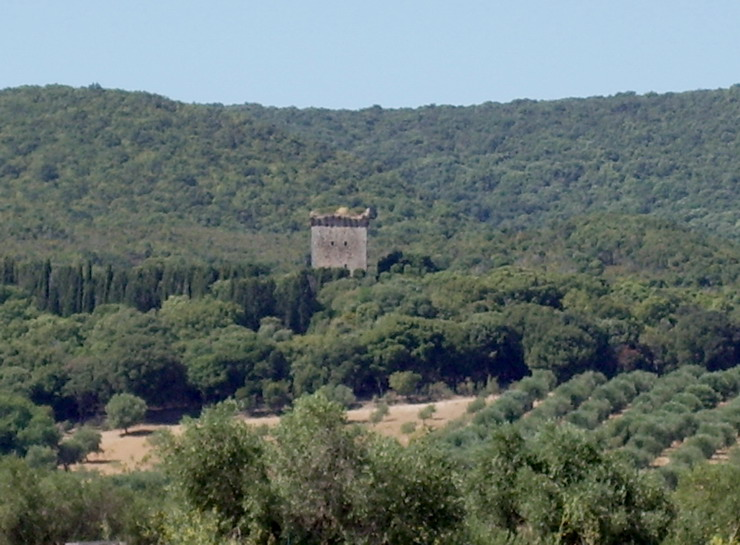
La Torre Bassa

#### Cinte murarie
- Mura di Magliano in Toscana, erette nel Medioevo e completate in epoca rinascimentale, si presentano come una cinta muraria difensiva che racchiude interamente il borgo.
- Mura di Montiano, eretta anch'esse in epoca medievale, racchiudono interamente il borgo di Montiano, seppur in vari tratti incorporate alle pareti esterne di altri edifici. L'accesso al centro avviene attraverso una porta che si apre a sud.
- Mura di Pereta, sistema difensivo del borgo di Pereta costruito in più fasi durante il Medioevo, con una cinta muraria interna più antica rispetto a quella esterna, ove si apre a sud la porta di Pereta.

#### Fortificazioni
- Castello di Montiano Vecchio, costruito in epoca medievale prima della fondazione del borgo di Montiano di cui ne costituisce le vestigia, si conservano soltanto alcuni ruderi nascosti nella vegetazione boscosa su un pendio collinare a nord di Montiano, nei pressi della strada che conduce a Scansano.

#### Torri di avvistamento
- Torre Bassa, costruita dagli Aldobrandeschi nel XII secolo, era probabilmente parte integrante del perduto Castello di Collecchio, che si trovava su un'altura dei Monti dell'Uccellina, in posizione dominante rispetto alla vicina Torre della Bella Marsilia.
- Torre della Bella Marsilia, fortificazione appartenente originariamente agli Aldobrandeschi, fu ceduta in seguito ai Marsili. È legata alla leggenda della bella Marsilia, rapita dai Saraceni mentre si trovava nella torre e divenuta in seguito la preferita dell'harem del sultano Solimano il Magnifico.
- Torre di Cala di Forno, di origine medievale e ricostruita dai Medici nella seconda metò del Cinquecento, è l'unica torre costiera situata nel territorio comunale di Magliano in Toscana, sulle pendici di un promontorio dei Monti dell'Uccellina, che chiude a sud la suggestiva Cala di Forno.

### Siti archeologici
Attorno alla città di Magliano in Toscana e nei suoi dintorni si segnalano le seguenti aree di interesse archeologico:
- Necropoli del Sassone, in prossimità del centro abitato di Magliano in Toscana. Via della Marsiliana.
- Necropoli del Cancellone, in località Sant'Andrea, lungo la strada provinciale di S. Andrea.
- Necropoli di Santa Maria in Borraccia, in località Santa Maria in Borraccia, lungo la strada vicinale di Colle Lupo.
- Tomba delle Ficaie, lungo la strada provinciale per Sant'Andrea (ormai praticamente scomparsa).
- Tomba Sant'Andrea, detta anche delle Chimere in località Sant'Andrea (non visitabile, chiusa al pubblico).

Le aree archeologiche etrusche visitabili sono quelle delle necropoli di Santa Maria in Borraccia e del Cancellone. L'insieme delle necropoli etrusche attorno a Magliano in Toscana furono costruite tra il VII e il VI secolo a.C.

### Aree naturali
- Lago di Poggio Perotto, nato come bacino artificiale per la raccolta di acqua, è divenuto un'area naturalistica per la presenza di numerosi uccelli e specie acquatiche. Si trova ai piedi dell'omonima collina, alcuni chilometri a nord-ovest del centro di Magliano in Toscana, visibile dalla strada provinciale che conduce a Montiano.
- Parco naturale della Maremma, interessa la parte occidentale litoranea e sublitoranea del territorio, includendo i promontori dei Monti dell'Uccellina su cui sorgono le due torri di avvistamento terrestre e l'unica torre costiera all'interno dei confini comunali.
- Cala di Forno, situata all'interno del Parco naturale della Maremma, è una spiaggia di sabbia dorata fine, che tende a divenire bianca sotto i potenti raggi del sole della primavera e dell'estate. È raggiungibile a piedi attraverso l'itinerario A4 del parco da Alberese.

## Società

### Evoluzione demografica
Abitanti censiti

### Distribuzione degli abitanti
| Frazioni                        | Abitanti (2011) | Altitudine |
| ------------------------------- | --------------- | ---------- |
| Magliano in Toscana (capoluogo) | 835             | 128        |
| Montiano                        | 505             | 260        |
| Pereta                          | 157             | 283        |
| Altre località                  | 2 136           | -          |

### Etnie e minoranze straniere
Secondo i dati ISTAT al 31 dicembre 2010 la popolazione straniera residente era di 269 persone. Le nazionalità maggiormente rappresentate in base alla loro percentuale sul totale della popolazione residente erano:
- Romania, 74 - 1,98%
- Albania, 52 - 1,39%

## Cultura

### Istruzione

#### Biblioteche
La biblioteca comunale di Magliano in Toscana è situata in corso Garibaldi. Fondata nel 1954, dispone di un patrimonio librario di circa 8 370 volumi.

#### Musei
- Centro di documentazione archeologica di Magliano in Toscana, custodisce reperti rinvenuti nei vari siti archeologici attorno al centro, oltre a ricostruire gli aspetti di vita durante il periodo etrusco-romano. Nel centro è riprodotta, in formato naturale, la Tomba delle Chimere, detta anche di Sant'Andrea, che si trova presso Sant'Andrea al Civilesco, ma che non è visitabile, per motivi tecnici dovuti alla conservazione degli affreschi.

### Cucina
- Schiaccia pizzicata di Montiano, prodotto tipico della frazione di Montiano.
- Lunghino di Pereta, tipica pasta ottenuta con acqua e farina.
- Acquacotta
- Panzanella

## Geografia antropica

### Frazioni
- Montiano, borgo di origini medievali situato a circa 10 chilometri a nord-ovest di Magliano in Toscana, sulla vetta di un poggio, circondato dalla cinta muraria, in vari tratti inglobata nelle pareti esterne di edifici.
- Pereta, borgo di origine medievale situato a circa 10 chilometri a nord-est di Magliano in Toscana, lungo la strada che conduce a Scansano. Conserva alcuni tratti della doppia cinta muraria, una porta, la torre civica e due chiese in stile architettonico romanico. Sito di forte vocazione mineraria fino alla fine degli anni Sessanta del secolo scorso. Nelle sue miniere sono stati rinvenuti, per la prima volta in assoluto, due minerali: la peretaite e la coquandite.

### Altre località del territorio
Importante è anche la località rurale di Maiano Lavacchio, al confine con il comune di Grosseto nei pressi di Istia d'Ombrone, costituita da poderi sparsi e da una cappella per la celebrazione delle funzioni religiose, nota per la tragica strage che si consumò nei dintorni il 22 marzo 1944, conosciuta come l'eccidio di Maiano Lavacchio.
Da ricordare anche le località rurali di Cupi, Podere Corso, Collecchio, Poderone, Sant'Andrea e Stazione di Alberese.

## Amministrazione
| Periodo        | Periodo        | Primo cittadino       | Partito                                              | Carica                    | Note   |
| -------------- | -------------- | --------------------- | ---------------------------------------------------- | ------------------------- | ------ |
| 1985           | 1990           | Patrizio Tofanelli    | PSI                                                  | Sindaco                   |        |
| 1990           | 13 giugno 1999 | Giancarlo Tei         | PSI - centro-sinistra                                | Sindaco                   |        |
| 13 giugno 1999 | 6 giugno 2009  | Moreno Gregori        | PPI - centro-sinistra                                | Sindaco                   |        |
| 7 giugno 2009  | 25 maggio 2014 | Giampiero Tofanelli   | centro-sinistra                                      | Sindaco                   |        |
| 25 maggio 2014 | 22 maggio 2017 | Diego Cinelli         | lista civica di centro-destra Magliano Oggi          | Sindaco                   |        |
| 22 maggio 2017 | 10 giugno 2018 | Sergio Di Iorio       | -                                                    | commissario straordinario |        |
| 10 giugno 2018 | 16 giugno 2022 | Diego Cinelli         | lista civica di centro-destra Magliano Comune Aperto | Sindaco                   | [ 17 ] |
| 16 giugno 2022 | 14 maggio 2023 | Maria Paola Corritore | -                                                    | commissario straordinario |        |
| 15 maggio 2023 | in carica      | Gabriele Fusini       | lista civica di centro-sinistra Magliano2028         | Sindaco                   |        |